# Hugo Gebers förlag

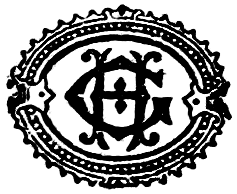
Hugo Gebers förlags logotyp 1923.

Hugo Gebers förlag är ett svenskt bokförlag, grundat av Ernst Hugo Geber 1887, efter omstrukturering av Joseph Seligmanns förlag Jos Seligmann & Co.
Efter Hugo Gebers död 1914 övertogs förlaget av sonen Nils Geber, som sedan förlaget 1928 förvärvats av Almqvist & Wiksell och omvandlats till aktiebolag blev verkställande direktör. Den sista utgivna boken med Geber angivet som förlag utkom 1998.
Förlagets författare innefattade bland andra August Strindberg och fackboksförfattarna Henrik Schück, Karl Warburg, Svante Arrhenius, Gustaf Cassel, Nathan Söderblom, Gustaf Steffen, Georg Nordensvan, Rudolf Kjellén, Lars Widding och The Svedberg.